# خرفار زغبي
خرفار زغبي (الاسم العلمي: Phalaris pubescens) هو نوع نباتي يتبع جنس الخرفار من فصيلة النجيلية.